# Aloysius Pendergast
Aloysius X. L. Pendergast, PhD er en karakter i bøgerne af Douglas Preston og Lincoln Child. Han dukkede først op som en mindre betydende rolle i "Forbandelsen" og "Vejen til Helvede" inden han blev til hovedpersonen i forfatternes følgende udgivelser, der oftest benævnes som "Pendergast bøgerne".
Pendergast er agent i FBI. Han er kendt for sin unikke personlighed, holdninger og hans måde at løse et mysterium op. På trods af han er en del af FBI's afdeling i New Orleans, Louisiana, så rejser han ofte, afhængig af hvor stor hans interesse er i den pågældende sag. Især sager der omhandler seriemordere fascinerer ham.